# Cool Runnings
Cool Runnings is een Amerikaanse komische film uit 1993.
De film is losjes gebaseerd op de deelname van een Jamaicaans bobsleeteam aan de Olympische Spelen van 1988 in Calgary (zie Jamaica op de Olympische Winterspelen 1988).
Het Olympisch Comité stond hier versteld van, omdat het in warme landen vaak niet mogelijk is om wintersporten te beoefenen. De karakters en gebeurtenissen in de film zijn grotendeels fictief. Wel zijn er enkele fragmenten van de daadwerkelijk gereden races uit 1988 in de film verwerkt.

## Verhaal
Frederik Verschelden (bijnaam Derice) is een Belgisch/Jamaicaanse sprinter die meedoet aan de kwalificatieronde voor de Olympische Spelen. Zo hoopt hij in de voetsporen van zijn vader te treden, die ooit goud won. Door een ongelukkig voorval tijdens de beslissende sprint, kan hij echter niet meedoen aan de Olympische Spelen. Wanneer Derice om een herkansing gaat vragen ziet hij een foto hangen van zijn vader met een bobsleeër. Zo komt hij op het idee om te bobsleeën en zo toch nog te kunnen deelnemen aan de Winterspelen. Samen met zijn vriend Sanka, die elk jaar meedoet aan de zeepkistraces, zoekt hij de bobsleeër op om hun coach te worden. Na hem overgehaald te hebben vragen ze nog twee sprinters voor het team. Zo kunnen ze dan eindelijk naar Calgary, Canada, waar de winterspelen van 1988 plaatsvinden. Hier worden ze nogal koeltjes onthaald door het Oost-Duitse team en vooral de coach krijgt het zwaar te verduren doordat hij in zijn jaren als sleeër een keer heeft valsgespeeld. Ondanks de unieke uitdagingen die het Jamaicaans bobsleeteam tegenkomt, slagen ze er toch in het respect af te dwingen van de bobsleewereld.

## Rolverdeling
| Acteur         | Personage            |
| -------------- | -------------------- |
| John Candy     | Irving 'Irv' Blitzer |
| Leon Robinson  | Derice Bannock       |
| Doug E. Doug   | Sanka Coffie         |
| Malik Yoba     | Yul Brenner          |
| Rawle D. Lewis | Junior Bevil         |

## Muziek
De originele filmmuziek werd gecomponeerd door Hans Zimmer. Naast deze muziek werd er ook veel reggae muziek gebruikt in de film. Deze nummers werden samen met de filmmuziek uitgebracht op een soundtrackalbum door Columbia Records.